# Detlefsen-Gesellschaft
Die Detlefsen-Gesellschaft Glückstadt e.V. ist ein Verein zur Erforschung der Geschichte der Elbmarschen (Kremper- und Wilstermarsch). Ziel ist es, die Kenntnis der Regionalgeschichte zu erweitern und zu vertiefen.

## Geschichte
Der Verein wurde am 18. Februar 1921 in Glückstadt von Personen des öffentlichen Lebens gegründet. Ihr Name bezieht sich auf Gymnasialprofessor Geheimrat Detlef Detlefsen (1834–1911), den langjährigen Direktor des Glückstädter Gymnasiums, der mit seiner zweibändigen „Geschichte der holsteinischen Elbmarschen“ (Glückstadt 1891 und 1892) ein mustergültiges Werk der sich langsam entwickelnden wissenschaftlichen Regionalgeschichtsschreibung in der Provinz Schleswig-Holstein vorgelegt hatte. Detlefsen, eigentlich klassischer Philologe und mit der Edition der „Naturalis historia“ des Plinius hervorgetreten, nahm die Möglichkeit wahr, in einer begrenzten Region (vornehmlich der Kremper- und Wilstermarsch an der Unterelbe) mit Hilfe der edierten Urkunden (s. Schleswig-Holsteinische Regesten und Urkunden), der auf den Bauernhöfen und in Gemeindearchiven befindlichen Unterlagen und der erhaltenen materiellen Kultur (s. Detlefsen-Museum in Glückstadt) die Entwicklung zwischen ca. 1100 und 1830 vielseitig darzustellen. Der Gründungsaufruf der Gesellschaft von 1921 hebt darauf ab, wenn es in ihm heißt, man wolle im Geiste des Mannes arbeiten, „der ein Kenner unserer Heimat und ein Künder ihrer Eigenart und Schönheit war“.
Die Gründer waren konservative ältere Männer, die sich selbst mit der Regionalgeschichte befassten, darunter auch der als Vater der Agrargeographie bekannte Großbauer Thies Hinrich Engelbrecht (Herzhorn-Obendeich) oder Georg Ahsbahs (1858–1923; Pferdezüchter) und kamen überwiegend aus Glückstadt. In den 1920er Jahren veranstaltete die Gesellschaft gemeinsam mit anderen Vereinen mehrere „Heimattage der Krempermarsch“ (1923–1930 in Krempe, Kollmar, Hohenfelde und Borsfleth). Einzelne Mitglieder beteiligten sich an dem dreibändigen Werk „Heimatbuch des Kreises Steinburg“ (Glückstadt 1924–1926). Die Gesellschaft wirkte auch an den Stadtjubiläen von Wilster (650 Jahre 1932) und Krempe (700 Jahre 1934) mit.
Die 1930er Jahre sind geprägt von nationalsozialistischem Einfluss, insbesondere durch den Vorsitzenden Amtsrichter (später Reichserbhofrichter) Walter Kahlke. Er setzte allerdings die 1930–1933 sporadisch organisierten öffentlichen Vorträge nicht fort, wehrte jedoch die Übernahme der Gesellschaft durch NS-Kulturorganisationen ab. Die Mitglieder trafen sich zu internem Austausch auch nach Ortswechsel des Vorsitzenden nach Celle (und später Berlin). Mit dem Ende der NS-Diktatur wurde der Verein aufgelöst, konstituierte sich aber am 2. Juni 1947 in Glückstadt mit Genehmigung der Militärregierung neu. Erst 1949 konnte eine erste öffentliche Vortragsveranstaltung durchgeführt werden.
In unregelmäßiger Folge ging es weiter mit Einzelvorträgen; seit 1952 kamen unregelmäßig heimatkundliche Halbtagsexkursionen in die nähere und weitere Umgebung hinzu, die sich seit 1970 verstetigten und seit 1997 zweimal jährlich (Früh- und Spätsommer) angeboten werden. Seit 1956 wurde die Programmgestaltung regelmäßig: Es wurden nun im Winterhalbjahr monatlich Vorträge (also sechs jährlich) zu orts-, regional- und landesgeschichtlichen Themen in allen Sparten (Wirtschafts-, Sozial-, Kultur-, Kirchen- und Kunstgeschichte) angeboten. Die Detlefsen-Gesellschaft  wirkte in vielerlei Hinsicht auch kulturpolitisch, indem versucht wurde, Einfluss auf denkmalpflegerische, bodendenkmalpflegerische und stadtbildnerische Entscheidungen zu nehmen. Die Mitglieder der Gesellschaft beteiligten sich mit zahlreichen Beiträgen an den „Steinburger Jahrbüchern“ und an der Herstellung des dreibändigen Werkes „Glückstadt im Wandel der Zeiten“ (Glückstadt 1963–1968). Die erste Translozierung eines Bauernhofes aus Herzhorn (Heidenreichscher Hof) in das in der Gründung begriffene Schleswig-Holsteinisches Freilichtmuseum Molfsee geht auf die Initiative der Detlefsen-Gesellschaft zurück. 1959 ermöglichte sie die Edition des Briefwechsels zwischen Hermann Allmers (Rechtenfleth) und Detlef Detlefsen – eine seit den 1930er Jahren abgeschlossene Arbeit des Oldenburgers Rudolf Knoop, deren Druck große finanzielle Anstrengungen erforderte. Auch die Veröffentlichung des umfänglichen Typoskripts von Wilhelm Ehlers, Herzhorn. Die Geschichte des Kirchspiels und der Herrschaft Herzhorn, wurde 1964 von der Detlefsen-Gesellschaft veranlasst.
Die Detlefsen-Gesellschaft  wandelte sich im Verlauf der 1950er Jahre immer mehr von einem Zusammenschluss der Forschenden zu einer Mitgliedergesellschaft, die sich aus etwa 100 orts- und regionalgeschichtlich interessierten Bürgern von Glückstadt und des Umlandes zusammensetzt.   Seit 1998 gibt die Detlefsen-Gesellschaft, die 1997 in das Vereinsregister eingetragen und vom Finanzamt als förderungswürdig anerkannt wurde, mit den „Vorträgen der Detlefsen-Gesellschaft“ ein Jahrbuch heraus, das ermöglicht, die Vorträge einem breiteren Publikum bekannt zu machen und zitierfähig zu halten. Bisher sind 15 Jahrgänge erschienen. Ein Gedenkcolloquium zur Erinnerung an D.S.F. Detlefsen fand im Herbst 2011 in Glückstadt statt; hier wurde die Bedeutung des Namenspatrons als Altphilologe, Pädagoge, Landschaftshistoriker und Museumsgründer gewürdigt. Aus diesem Anlass gab die Gesellschaft den Reader „Detlefsen – Der Mann der Wissenschaft – Ein Mann des Volkes“ (redigiert von Ruth Möller) heraus. 2014 erschien der Band „Detlefsen zum 100. Todestag. Ein Colloquium der Detlefsen-Gesellschaft Glückstadt“.

## Struktur
Die Detlefsen-Gesellschaft wird von einem dreiköpfigen Vorstand (Vorsitzender, Geschäftsführer und Beisitzer) geleitet. Die Amtsdauer beträgt ein Jahr. Sie finanziert ihre Aktivitäten in erster Linie durch Mitgliederbeiträge und -spenden sowie durch Unterstützungen lokaler Wirtschaftsunternehmen, insbesondere der Sparkasse Westholstein und den Stadtwerken Glückstadt.

## Vorsitzende
- 1921–1934 Oberstudiendirektor Geheimrat Krumm
- 1934–1945 Amtsrichter (Reichserbhofrichter) Walter Kahlke
- 1947–1950 Oberstudiendirektor Max Thießen
- 1950–1959 Oberstudiendirektor Leonhard Hahn
- 1959–1968 Studienrat Franz Michaelsen
- 1968–1970 Studienrat Hans Petersen
- 1970–1996 Oberstudiendirektor Ernst-Adolf Meinert
- 1996–2013 Oberarchivrat Klaus-Joachim Lorenzen-Schmidt[4]
- seit 2013 Museumsdirektor Christian Boldt